# Phare de San Benedetto del Tronto
Le phare de San Benedetto del Tronto (en italien : Faro di San Benedetto del Tronto) est un phare situé sur le front de mer de San Benedetto del Tronto, dans la région des Marches en Italie. Il est géré par la Marina Militare.

## Histoire
Le phare a été mis en service en 1957. Relié au réseau électrique il est entièrement automatisé.

## Description
Le phare  est une tour cylindrique en béton de 31 m de haut, avec galerie et lanterne, surmontant une maison jaune de gardien de deux étages. Le phare est totalement blanc et le dôme de la lanterne est gris métallique. Il émet, à une hauteur focale de 31 m, deux brefs éclats blancs de 0.2 seconde toutes les 10 secondes. Sa portée est de 22 milles nautiques (environ 41 km) pour le feu principal et 18 milles nautiques (environ 33 km) pour le feu de veille.
Identifiant : ARLHS : ITA-154 ; EF-3898 - Amirauté : E2332 - NGA : 11176 .

## Caractéristiques dufeu maritime
Fréquence : 10 s (W-W)
- Lumière : 0.2 seconde
- Obscurité : 2 secondes
- Lumière : 0.2 seconde
- Obscurité : 7.6 secondes

|          |
| Le phare |

|                    |
| Le phare (la nuit) |

### Lien connexe
- Liste des phares de l'Italie